# Wang Ze
Wang Ze, född 1918 i Boye, Zhili,  är en kinesisk diplomat och politiker. Han gick med i Kinas kommunistiska parti 1938 och innehöll en rad viktiga positioner inom partiet under det andra sino-japanska kriget och under det kinesiska inbördeskriget. Efter Folkrepubliken Kinas grundande inträdde han i landets utrikestjänst och var Kinas ambassadör i Nepal, Mauritius, Peru, Mexiko och Sverige.